# Phonotaenia lerui
Phonotaenia lerui är en skalbaggsart som beskrevs av Franz Antoine 2005. Phonotaenia lerui ingår i släktet Phonotaenia och familjen Cetoniidae. Inga underarter finns listade i Catalogue of Life.